# 上野喜一郎 (船舶工学者)
上野 喜一郎（うえの きいちろう、1907年11月13日-　）は、日本の船舶工学者、歴史家。
1928年旧制第七高等学校造士館理科甲類卒業。1931年東京帝国大学工学部船舶工学科卒業。逓信局管船局に入る。東京高等商船学校教授（兼）、海務院船舶部、海軍艦政本部（商船班）、運輸省船舶局（検査制度課長）、東京大学工学部（船舶工学科）講師、川崎重工業株式会社技術顧問、日本船舶振興会及び日本海事科学振興財団（船の科学館）勤務。1977年度交通文化賞受賞。

## 著書
- 『商船の形態』海と空社 1940
- 『昔の船・今の船』文祥堂 1943
- 『日本の海運』童話春秋社 少国民海洋文庫 1944
- 『船の歴史』羽田書店 青年海洋科学叢書 1944
- 『船と型』鳳文書林 1946
- 『鋼船構造規程解説』海文堂 1949
- 『船の種類と用途』海文堂 1951
- 『船の歴史』全3巻　天然社 1952-58
- 『船舶安全法規』天然社 1953
- 『船舶安全法規解説 上巻』海文堂 1959
- 『船の知識』海文堂 1962
- 『船舶法規の解説 安全検査編』成山堂書店 1967
- 『基本造船学 船体編』成山堂書店 1963
- 『船舶法規の解説 登録測度等編』成山堂書店 1966
- 『船の世界史』舵社 1980　日本図書センター、2012
- 『船と海のQ&A』成山堂書店 1987

### 共編著
- 『船舶百年史』編 船舶百年史刊行会 1958　成山堂書店 2005
- 『交通の図鑑 陸と海と空』鷹司平通,宮本晃男共著 講談社の学習大図鑑 1959
- 『空と海の交通』木村秀政共著 講談社 学習目でみる科学 1966

翻訳
- 米国造船造機学会編『基本造船学 上』天然社 1943

## 注
1. ↑  『現代日本人名録』『船の世界史』著者紹介